# Bad Saulgau
Bad Saulgau település Németországban, azon belül Baden-Württembergben. Lakosainak száma 17 724 fő (2023. december 31.).

## Népesség
A település népessége az elmúlt években az alábbi módon változott:
| Lakosok száma | 15 403 | 17 286 | 17 476 | 17 509 | 17 586 | 17 702 | 17 724 |
|               | 1975   | 2015   | 2017   | 2019   | 2021   | 2022   | 2023   |